# Nikola Kováčiková
Nikola Kováčiková (Levice, 6 gennaio 1999) è una cestista slovacca.
È la figlia di Peter Kováčik e di Viera Lomjanská.

## Carriera
Con la Slovacchia ha disputato due edizioni dei Campionati europei (2017, 2021).